# Karma Phuntsok Namgyal
Karma Phuntsok Namgyal (tibétain : ཀར་མ་ཕུན་ཚོགས་རྣམ་རྒྱལ་, Wylie : Kar-ma Phun-tshogs Rnam-rgyal), né en 1587, décédé avec son épouse de la variole en 1631,, est un dirigeant du Tsang de 1611 à 1620 de la dynastie Tsangpa. Il fut également le plus important pouvoir de sa dynastie sur le Tibet jusqu'à sa fin en 1642.

## Biographie
Sa mère est Pönsa Yar Gyama ( Wylie : Dpon sa Yar rgyan ma), elle aurait reçu des enseignements du dalaï-lama mongol, Yöntsen Gyatso.
Lui et son fils et successeur Karma Tenkyong Wangpo sont opposés à l'école gelug du dalaï-lama. Lobsang Gyatso, 5e dalaï-lama envoie trois missions chez les Mongols pour demander de l'aide au Qoshot, Güshi Khan, pour le défendre contre ces rois.
Pendant l'année du dragon de métal (1609), la hiérarchie du Karma(pa) nomme Phuntshog Namgyal, son fils Karma Tankyong Wangpo, dirige l'armée du Tsang vers le Ü, mais voyant que les cavaliers mongols étaient venus pour protéger l'église des bonnets jaunes, ils abandonnent par peur.
En 1611, année de la souris d'eau, il soumet Gyal-Khar-tae (actuelle Gyang-tse) et Byang (extrémité nord de la province du Tsang) prenant ainsi le contrôle sur tout le Tsang et est désormais connu sous le nom de Tsang Gyal (c'est-à-dire, Roi du Tsang). C'est la première fois que les Karma marchent à la tête d'une armée victorieuse, et Karma Phuntsok Namgyal devient seigneur temporel et spirituel.
En 1618, dans un contexte de rivalité intersectes, les Karmapa partis du Tsang, envahissent Lhassa et laissent la colline autour du monastère de Drepung couverte par les corps des moines massacrés. Pendant les 20 années qui suivirent, les Karamapa règnent à suprématie, et forcent de nombreux monastères Gelug à se convertir. La même année est créé le « Code en 16 articles » qui sert de loi sur le Tibet jusqu'à 1959.
Il invite le 10e karmapa, Chöying Dorje, à visiter Lhassa.
Son fils, Karma Tenkyong Wangpo, lui succède en 1620,.
En 1631, il attaque l'Ü (partie orientale du Tibet central) à Yarlö (ville de la vallée du Yarlung ?), pour expulser Dakpo Kurap Namgyel.